# Journal of Machine Learning Research
Das Journal of Machine Learning Research (kurz JMLR) ist eine wissenschaftliche Zeitschrift mit Fokus auf Machine Learning, einem Teilbereich der Künstlichen Intelligenz.
Die Zeitschrift wurde im Jahr 2000 als Open-Access-Alternative zur Zeitschrift Machine Learning gegründet. 2001 hatten 40 Editoren der Zeitschrift Machine Learning gekündigt, um das neue Journal of Machine Learning Research zu unterstützen. Sie begründeten ihren Schritt damit, dass es im Zeitalter des Internets für Forscher abträglich sei, ihre wissenschaftlichen Publikationen in einer teuren Zeitschrift mit Bezahlarchiv zu veröffentlichen. Stattdessen wollten sie das Modell der JMLR unterstützen, wo die Autoren das Verlagsrecht über ihre Publikationen behielten und die Archive im Internet frei zugänglich sind.
Bis Ende 2004 wurden die Papierausgaben acht Mal jährlich vom Universitätsverlag MIT Press herausgegeben. Seither vertreibt der Verlag Microtome Publishing die Zeitschrift. Die derzeitigen Chefredaktoren sind Kevin P. Murphy von Google Inc. sowie Bernhard Schölkopf vom Max-Planck-Institut für Intelligente Systeme, Tübingen.